# 웰투시인베스트먼트
웰투시인베스트먼트(영어: Well to Sea Investment)는 대한민국의 사모펀드 운용사이다. 사명인 Well to Sea는 From Well to Sea라는 뜻으로 우물에서 바다로 이르는 가치를 창출한다는 뜻이다.

## 역사
2014년에 금호아시아나그룹 출신 정승원 대표가 설립되었다.

## 투자 기업
- 윌비에스엔티, 아주캐피탈(현 우리금융캐피탈)[3], 두산엔진(HSD엔진), 모트롤, MNC솔루션